# Lonmin
Lonmin plc war ein britisches Bergbauunternehmen mit Sitz in London. Es entstand nach einer Aufteilung aus dem ehemaligen Unternehmen Lonrho. Im Juni 2019 wurde das Unternehmen von Sibanye-Stillwater übernommen. Das Unternehmen war an der Londoner Börse im FTSE 250 und im JSETop40 der Johannesburger Börse gelistet.
Lonmin betreibt mehrere Bergwerke in der südafrikanischen Provinz North West, wo es dafür Lagerstätten im Bushveld-Komplex nutzt, und ist heute der weltweit drittgrößte Platin-Produzent. Die größten Kunden sind gemäß Geschäftsbericht 2012 BASF und Mitsubishi.

## Geschichte
Am 13. Mai 1909 wurde die London and Rhodesian Mining Company Limited (Lonrho) gegründet. In die Schlagzeilen geriet das Unternehmen ab 1985, als es bei einem Übernahmeversuch des renommierten Londoner Kaufhauses Harrods dem ägyptischen Unternehmer und Milliardär Mohamed Al-Fayed und dessen jüngerem Bruder unterlag. Zu dieser Zeit (von 1962 bis 1994) wurde Lonrho von dem Multimillionär Tiny Rowland geleitet, der aus der Übernahmeschlacht einen jahrzehntelangen persönlichen Feldzug gegen seinen früheren Freund und Geschäftspartner Mohamed Al-Fayed machte. Eine weitere jahrelange Fehde führte Rowland gegen seinen ehemaligen Lonrho-Mitbesitzer Dieter Bock, der ihn aus dem Unternehmen gedrängt hatte.
Zeitweise war das Unternehmen an der Londoner Börse im FTSE 100 gelistet.

### Südafrikanischer Bergarbeiterstreik 2012
Ein Teil der Bergarbeiter des Platinbergwerks Marikana streikte für höhere Löhne und bessere Arbeitsbedingungen. Am 13. August 2012 wurden zwei Polizisten mit Macheten getötet, anschließend kam es zu einem Schusswechsel mit der Polizei, bei dem sechs Streikende ums Leben kamen. In der Western Platinum Mine, einem anderen Lonmin-Bergwerk, wurden durch die Streikenden zwei Wachleute „zu Tode gehackt“ und zwei weitere verbrannt. Zwei Tage später, am 16. August, schoss die Polizei mit automatischen Waffen auf streikende Arbeiter; dabei kamen 34 Streikende ums Leben. Nach Augenzeugenberichten eröffnete die Polizei zuerst das Feuer; eine große Anzahl der Opfer sei Zeugen zufolge von der Polizei verfolgt und hinterrücks erschossen worden.

### Sinkender Platinpreis 2015
Der Platinpreis war im Juli 2015 so niedrig wie seit Anfang 2010 nicht mehr. Lonmin gab bekannt, von seinen 38.000 Stellen in Südafrika rund 6.000 Stellen zu streichen und mehrere Bergwerke zu schließen oder vorübergehend stillzulegen. Im Juni 2015 hatten Gewerkschaften angekündigt, auf Massenentlassungen mit Streiks zu reagieren. Schließlich wurden 5.183 Arbeitsplätze durch Zahlung von Übergangsgeld oder Versetzen in den Vorruhestand abgebaut.